# Manteca
Manteca est une ville du comté de San Joaquin de la vallée centrale de la Californie, située à 122 kilomètres à l'est de San Francisco et à 29 kilomètres au nord-ouest de Modesto.
Sa population était de 67 096 habitants en 2010.

## Histoire
Manteca est officiellement créé en 1861.

## Personnalités liées à la commune
- Trent Plaisted, joueur américain de basket-ball.
- Scott Speed, pilote automobile américain.

## Démographie
| 1920  | 1930  | 1940  | 1950  |
| ----- | ----- | ----- | ----- |
| 1 286 | 1 614 | 1 981 | 3 804 |

| 1960  | 1970   | 1980   | 1990   |
| ----- | ------ | ------ | ------ |
| 8 242 | 13 845 | 24 925 | 40 773 |

| 2000   | 2010   | - | - |
| ------ | ------ | - | - |
| 49 258 | 67 096 | - | - |